# Carolina Dávila Ramírez
Carolina Dávila Ramírez (16 de julio de 1987) es una política mexicana, miembro del Partido Revolucionario Institucional (PRI). Fue diputada federal para el periodo de 2021 a 2024.

## Biografía
Es licenciada en Administración de Empresas y licenciada en Derecho, ambas por la Universidad Autónoma de Aguascalientes. Adicional, cuenta con una especialidad en Inglés por el Instituto de Idiomas de Aguascalientes, idioma del que se ha desempeñado como docente; y un diplomado en Gobierno y Políticas Públicas por el Instituto Universitario de Investigación Ortega y Gasset.
De 2003 a 2004 fue auxiliar de oficina en el Juzgado de Primera Instancia y de lo Familiar en el municipio de Loreto, Zacatecas; en 2005 fue auxiliar administrativo en el Palacio de Justicia de Aguascalientes y en 2009 fue auxiliar en las áreas de Recepción, Notificación, Archivo y secretaria de Acuerdos en el Juzgado 5 de lo Civil y de Hacienda. 
En 2013 fue delegada de la Procuraduría del Menor, la Mujer y la Familia en el Sistema DIF municipal del municipio de Noria de Ángeles y de 2013 a 2016 asesora jurídica del mismo municipios. Simultáneamente, fue presidente de la Re dude Jóvenes por México en el municipio de Loreto.
En las elecciones de 2016 fue elegida diputada a la LXII Legislatura del Congreso del Estado de Zacatecas en representación del distrito 9 local y en la que ocupó el cargo de presidente de la comsión de Puntos Constitucionales; en las elecciones de 2018 fue reelegida al mismo cargo por el mismo distrito, pero en esta ocasión a la LXIII Legislatura que concluyó en 2021 y en la que fue presidente de la comisión de la Niñez Juventud y Familia; y, presidente de la Mesa Directiva.
En 2021 fue postulada candidata de la coalición Va por México a diputada federal por el Distrito 4 de Zacatecas. Resultando ganadora de la elección para la LXV Legislatura que concluyó en 2024. Se integró en el grupo parlamentario del PRI y ocupó los cargos de secretaria de las comisiones de Asuntos Migratorios; y de Derechos Humanos; así como integrante de la comisión de Atención a Grupos Vulnerables.